# Глоба Богдан Сергійович
Богда́н Сергі́йович Гло́ба (нар. 26 травня 1988, смт. Зачепилівка, Харківська обл., Україна) — громадський діяч, ЛГБТ-активіст, лідер першої ЛГБТ-організації українців в США ProudUkraine, перший відкритий гей, який виступив з трибуни Верховної Ради України.

## Ранні роки та освіта
Богдан Глоба народився в селищі Зачепилівка Харківської області у сім'ї викладачів. Мама — вчитель англійської мови, тато — економічної теорії. Пізніше батьки переїхали до Полтави, де Богдан почав навчатися та закінчив середню школу № 7 імені Т. Г. Шевченка.
У 2011 році закінчив факультет фінансів та обліку Полтавського університету економіки і торгівлі, здобувши ступінь магістра.
У 2012 був відібраний Bureau of Educational and Cultural Affairs на спеціальний навчальний курс «Адвокація прав ЛГБТ в США», що проходив в США в рамках навчальної програми World Learning.
У 2015 році успішно завершив навчання за програмою управлінського розвитку «Менеджмент: мистецтво прийняття управлінських рішень» Києво-Могилянської бізнес-школи.

## ЛГБТ-активізм
У віці 15 років здійснив камінг-аут перед своїми батьками, які вороже поставилися до цього, і Богдан змушений був піти з дому. Це був початок його самостійного життя та формування правозахисної позиції. Особливий поштовх до громадської та правозахисної діяльності Богдан отримав під час Помаранчевої революції 2004 року, відчувши, що носіями змін є самі люди.
У 2006 році переїхав до Києва, де познайомився з місцевими ЛГБТ-активістами та залучився до правозахисної діяльності. У 2009 році Богдан Глоба став одним із співзасновників всеукраїнської благодійної організації «Точка опори». Спочатку працював фінансовим директором організації, а згодом — її виконавчим директором.
Після проходження навчальної програми «Адвокація прав ЛГБТ в США» вирішив заснувати в Україні батьківський рух «ТЕРГО» для підтримки батьків ЛГБТ-представників, Індекс корпоративної рівності та інноваційну платформу пошуку дружнього медичного сервісу для ЛГБТ-громадян «Дружній лікар». Також почав активно працювати з депутатами для законодавчого просування прав та свобод для ЛГБТ-спільноти.
7 листопада 2013 року під час парламентських слухань у Верховній Раді з питань євроінтеграції та антидискримінаційного законодавства здійснив свій перший публічний камінг-аут, ставши першим публічним геєм, що виступав з трибуни Верховної Ради України. Після цього виступу став помічником народного депутата Григорія Немирі.
23 липня 2014 виступив у Капітолії з доповіддю про права ЛГБТ в Україні.
Активно виступає за рівність прав ЛГБТ в Україні, заборону дискримінації за ознакою сексуальної орієнтації та гендерної ідентичності, прийняття закону про цивільне партнерство.

## Життя та діяльність в США
У листопаді 2016 року приїхав до США на запрошення Brown University виступити з лекцією про ЛГБТ-рух в Україні. Отримавши чергові погрози через ЛГБТ-активізм в Україні, вирішив не повертатися на батьківщину, попросивши політичного притулку в США. Оселився у Нью-Йорку. Отримавши дозвіл на роботу, почав працювати в недержавній організації, яка займається наданням допомоги емігрантам.
У 2018 році заснував першу ЛГБТ-організацію українців в Америці, яка покликана допомагати, підтримувати, обмінюватися досвідом з усіма українськими ЛГБТ, що емігрували до США та Канади.

## Політична та громадська діяльність
Активний учасник Євромайдану та Революції гідності. Під час перших протестів закликав ЛГБТ-спільноту виходити під європейськими стягами та відмовитись від Веселкового прапора заради уникнення розколу Євромайдану на ліберальний та радикальний. Під час подій на Євромайдані протидіяв провокаціям проросійських сил, які намагались, спекулюючи темою прав ЛГБТ, розколоти протестний рух Євромайдану.
14 січня 2014 року на знак протесту проти організованого фейкового гей-прайду на Бессарабській площі організував перформенс біля офісу «Українського вибору», члени якого були співорганізаторами провокації. Під час перформансу біля офісу разом з іншими активістами намагається передати Медведчуку грамоту «За значний внесок у розвиток ЛГБТ-руху», на якій був зображений поцілунок Кіссінджера та Брежнева (як іронія на законопроект про заборону пропаганди гомосексуальності, який був ухвалений Верховною радою в першому читанні січневого пакету законопроектів Януковича).
У грудні 2014 року Голова комітету Верховної Ради України з питань прав людини, національних меншин і міжнаціональних відносин Немиря Григорій Михайлович затвердив Богдана Глобу своїм помічником на громадських засадах. Богдан активно працював в комітеті з прав людини, піднімаючи теми міжнародних стандартів антидискримінації, імплементації європейських стандартів протидії дискримінації.
У листопаді 2015 року обраний секретарем експертної ради при комітеті Верховної Ради України з питань прав людини, національних меншин і міжнаціональних відносин Верховної ради. Також активно боровся за поправку до трудового кодексу щодо заборони дискримінації за ознакою сексуальної орієнтації та гендерної ідентичності в трудовій сфері.

12 листопада 2015 року разом зі Світланою Заліщук та Мустафою Найємом на балконі Верховної ради вивісив плакат «рівність для всіх» з логотипом найбільшої ЛГБТ-організації Кампанія за права людини. Саме цього дня Верховна рада 234 голосами прийняла законопроект 3442, що в тому числі забороняє дискримінацію за ознакою сексуальної орієнтації та гендерної ідентичності.

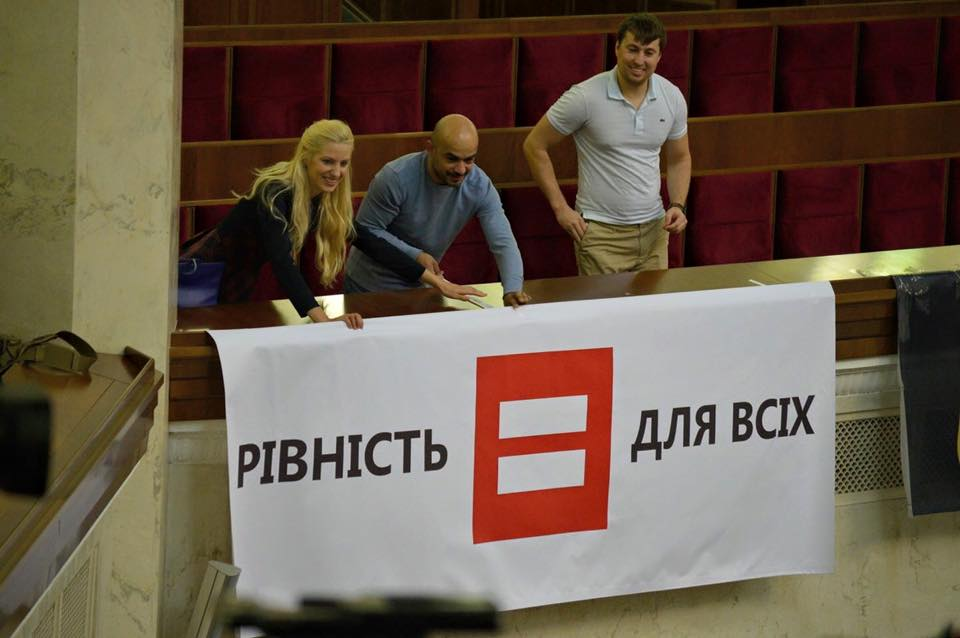
Розміщення плакату «Рівність для всіх» перед голосуванням за антидискримінаційну поправку. Верховна рада, 2015

## Глоба і Демократичний Альянс
У червні 2014 розгорівся скандал між Богданом Глобою та партією «Демократичний альянс». Під час Євромайдану Богдан Глоба подав заяву про вступ у політичну партію «Демократичний альянс», але після довгих роздумів заступник голови партії Андрусів Віктор Володимирович електронною поштою сповістив Богдана Гробу про відмову у членстві партії через противагу його активної ЛГБТ діяльності християнським цінностям партії. Після того, як Богдан Глоба опублікував на своїй Facebook-сторінці переписку з першим заступником голови партії в мережі розгорілась дискусія. Для багатьох прибічників Демократичного альянсу виявилося несподіванкою, що партія має християнську ідеологію та виступає проти гей-шлюбів, абортів, адже до інциденту з Глобою партія позиціювала себе, як молода демократична проєвропейська партія.
На прес-конференції голова партії Демальянс Василь Гацько прокоментував відмову в членстві партії Богдану Глобі так: «…Наш світогляд [партії] передбачає, що сім'я, це є чоловік і жінка, водночас ми не заперечуємо і не є проти того, що можуть існувати інакші форми життя…».
26 травня 2015 року Голосіївській районний суд м. Києва відкрив провадження у справі встановлення факту наявності дискримінації за ознакою сексуальної орієнтації за позовом Богдана Глоби до партії Демократичний альянс.
Ця справа наразі перебуває на розгляді у Європейському суді з прав людини.

## Особисте життя
30 січня 2019 року в Нью-Йорку, у мерії, офіційно зареєстрував шлюб із вихідцем із Вінниччини.

## Публікації
- Kiev pride: A test of EU values [Архівовано 1 лютого 2016 у Wayback Machine.]
- One year after Euromaidan: What's changed for gay rights? [Архівовано 1 лютого 2016 у Wayback Machine.]
- EU and Ukraine: too busy to protect gay rights? [Архівовано 1 лютого 2016 у Wayback Machine.]
- The EU-Ukraine tango on gay rights [Архівовано 1 лютого 2016 у Wayback Machine.]
- Нічого більше (nothing more) або за що бореться ЛГБТ -спільнота [Архівовано 2 лютого 2016 у Wayback Machine.]
- Year after the Maidan: що змінилось для ЛГБТ [Архівовано 2 лютого 2016 у Wayback Machine.]
- Скільки коштують права людини? [Архівовано 2 лютого 2016 у Wayback Machine.]